# Bōsōzoku
Bōsōzoku (暴走族, lit. tribo da direção perigosa ou tribo da velocidade) é uma subcultura japonesa centrada na pilotagem e personalização de motocicletas. Seus integrantes são em geral jovens com menos de vinte anos de idade (idade da maioridade legal, no Japão) que pilotam motocicletas personalizadas,  muitas vezes sem capacete e se envolvendo em pilotagem arriscadas, fazendo barulho e atravessando sinais vermelhos. 

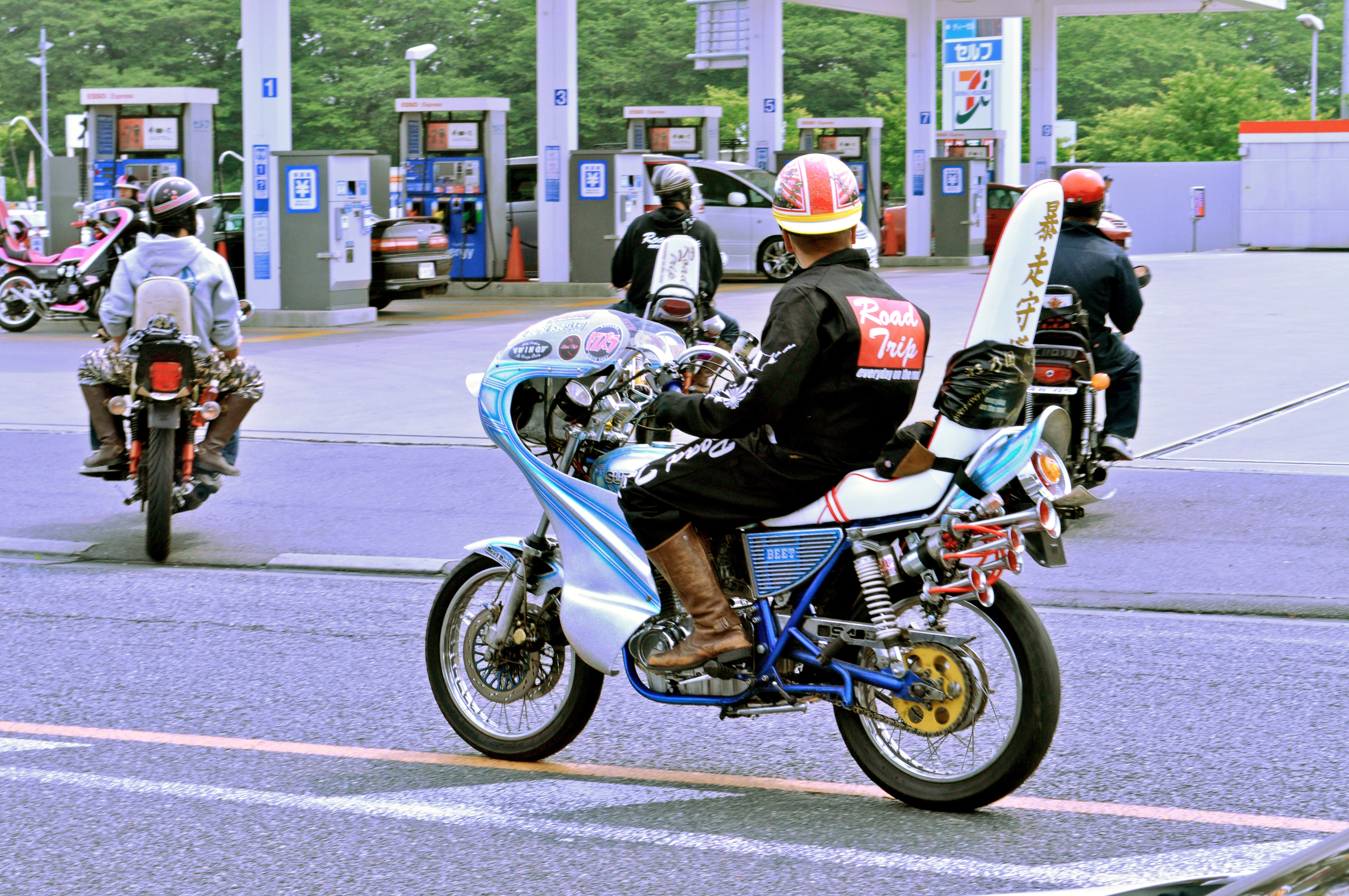
Membros de uma gangue bosozoku.

Os integrantes de gangues de bosozoku são considerados "rebeldes", fora dos normas rígidas da sociedade japonesa. São conhecidos por se vestirem de maneira característica, usando jaquetas de couro ou tecido bordadas com mensagens ou motivos tradicionais (como a Bandeira do Sol Nascente), topetes, cabelos tingidos e hachimaki. Alguns costumam portar bastões de beisebol, bandeiras e espadas de madeira, que podem ser usadas em brigas com gangues rivais.
Gangues de bosozoku tiveram sua origem no pós- Segunda Guerra Mundial e atingiram seu ápice nas décadas de 1970 e 80. Entraram em declínio após a década de 1990.
A subcultura é frequentemente explorada na cultura popular, aparecendo em filmes, mangás e animes. Exemplos são Godspeed You! Black Emperor, Black Rain, Akira e Great Teacher Onizuka.